# أوتو بوش
أوتو بوش (بالدنماركية: Otto Busch) هو لاعب هوكي الحقل دنماركي، ولد في 16 أغسطس 1904، وتوفي في 13 يناير 1983.

## وصلات خارجية
- أوتو بوش على موقع أوليمبيديا (الإنجليزية)